# Žurena
Žurena (cyr. Журена) – wieś w Czarnogórze, w gminie Bijelo Polje. W 2011 roku liczyła 166 mieszkańców.